# Adligenswil
Adligenswil (toponimo tedesco) è un comune svizzero di 5 504 abitanti del Canton Lucerna, nel distretto di Lucerna Campagna.

## Monumenti e luoghi d'interesse
- Chiesa parrocchiale cattolica di San Martino, attestata dal 1257 e ricostruita nel 1825-1827[4];
- Cappella cattolica di Sant'Iodoco in località Dottenberg, eretta nel 1863[4].

## Società

### Evoluzione demografica
L'evoluzione demografica è riportata nella seguente tabella:
Abitanti censiti

## Geografia antropica
Il comune fa parte dell'area metropolitana di Lucerna.

## Economia
L'economia locale si basa prevalentemente sul settore secondario e sul pendolarismo in uscita verso Lucerna.